# يسرى البربري
يسرى إبراهيم البربري (1923-2009) هي سياسية ورائدة اجتماعية نسوية فلسطينية، وُلدت في مدينة غزة. وكانت أول خريجة جامعية في غزة عام 1949. كُرّمت بتقليدها وسام نجمة القدس الشريف في المؤتمر الخامس للاتحاد العام للمرأة الفلسطينية عام 2009. شاركت في أول وفد فلسطيني لهيئة الأمم المتحدة، واختيرت عضوًا في المؤتمر الفلسطيني الأول، الذي نجم عنه منظمة التحرير الفلسطينية، وتولّت رئاسة الاتحاد النسائي الفلسطيني. برزت في مواقفها ضد الاحتلال البريطاني، ونادت بإلغاء وعد بلفور، وبإلغاء مصادرة الأراضي الفلسطينية، ونادت بوقف الهجرة اليهودية، ووقف الاستيطان.

## تعليمها
تلقت يسرى البربري تعليمها الإبتدائي في مدرسة بنات غزة، ثم أكملت تعليمها الثانوي في مدرسة شميدت في القدس، وقد أجادت ثلاث لغات هي العربية والإنجليزية والفرنسية. تعتبر يسرى البربري أول امرأة فلسطينية من غزة تحصل على شهادة جامعية عام 1949 حيث حصلت على درجة البكالوريوس في العلوم الاجتماعية من جامعة الملك فؤاد الأول في مصر، وقدمت أطروحة للماجستير بعنوان كفاح ونضال الشعب الفلسطيني وكانت تحت إشراف الدكتور شفيق غربال رئيس الجمعية التاريخية بجمهورية مصر العربية.

## نشاطاتها
- رئيسة الاتحاد النسائي الفلسطيني في غزة.[8]
- رئيسة وفد قطاع غزة للجنة التأسيسية لمؤتمر المرأة الفلسطينية بالقدس.
- رئيسة الوفد الفلسطيني لمؤتمر الجامعيات ببيروت والقاهرة.
- عضو جمعية الصليب الأحمر الدولي أثناء الحرب العالمية الثانية.
- عضو مجلس إدارة جمعية المحاربين القدامى بقطاع غزة.
- عضو مجلس إدارة جمعية الهلال الأحمر بقطاع غزة.
- عضو الوفد الفلسطيني لهيئة الأمم المتحدة.[9][10]

## وفاتها
توفيت عام 2009 ودفنت في مقبرة الشهداء شرق مدينة غزة.